# Contea di Tonglu
La contea di Tonglu (桐庐县S) è un distretto della Cina, situato nella provincia dello Zhejiang.